# Чемпионат России по конькобежному спорту на отдельных дистанциях 2019
Чемпионат России по конькобежному спорту на отдельных дистанциях в сезоне 2018/2019 проходил с 25 по 28 октября 2018 года в Коломне на катке конькобежного центра «Коломна». Соревнования проводились на дистанциях 500 м, 1000 м, 1500 м, 5000 м, 3000 м у женщин и 10 000 м у мужчин, а также в командной гонке, масс-старте и командном спринте.

## Результаты
| Место | Конькобежец      | Время       |
| ----- | ---------------- | ----------- |
| 1     | Павел Кулижников | 34,64 SB    |
| 2     | Виктор Муштаков  | 34,66 PR SB |
| 3     | Руслан Захаров   | 35,18 SB    |
| 4     | Алексей Есин     | 35,26(3) SB |
| 5     | Артём Кузнецов   | 35,26(5) SB |
| 6     | Руслан Мурашов   | 35,40 SB    |
| 7     | Михаил Казелин   | 35,80 SB    |
| 8     | Артём Золотарёв  | 35,97       |
| 9     | Павел Кияшко     | 36,05 PR SB |
| 10    | Руслан Рафиков   | 36,12 SB    |
| 11    | Андрей Николаев  | 36,20       |
| 12    | Данила Бобырь    | 36,21 PR SB |
| 13    | Андрей Итальев   | 36,65       |
| 14    | Антон Борисенко  | 37,00       |
| 15    | Алексей Звездин  | 37,59       |
|       | Вадим Сонин      | DNF         |

| Место | Конькобежец      | Время         |
| ----- | ---------------- | ------------- |
| 1     | Павел Кулижников | 1.08,66 SB    |
| 2     | Виктор Муштаков  | 1.09,16       |
| 3     | Денис Юсков      | 1.09,52 SB    |
| 4     | Виктор Лобас     | 1.10,20       |
| 5     | Алексей Есин     | 1.10,22 SB    |
| 6     | Михаил Козлов    | 1.10,28 SB    |
| 7     | Артём Кузнецов   | 1.10,58       |
| 8     | Кирилл Голубев   | 1.10,91 SB    |
| 9     | Михаил Кокшаров  | 1.10,93(6) SB |
| 9     | Сергей Трофимов  | 1.10,93(6) SB |
| 11    | Руслан Захаров   | 1.11,05       |
| 12    | Руслан Мурашов   | 1.11,12 SB    |
| 13    | Артём Золотарёв  | 1.11,43 SB    |
| 14    | Даниил Беляев    | 1.11,54 SB    |
| 15    | Вадим Сонин      | 1.11,74 SB    |
| 16    | Андрей Итальев   | 1.12,51 SB    |
| 17    | Иван Солодухин   | 1.13,45       |
| 18    | Илья Смирнов     | 1.16,74       |
|       | Николай Трусов   | DQ            |

| Место | Конькобежец          | Время         |
| ----- | -------------------- | ------------- |
| 1     | Денис Юсков          | 1.44,48 SB    |
| 2     | Сергей Трофимов      | 1.46,88 SB    |
| 3     | Сергей Грязцов       | 1.47,48 SB    |
| 4     | Виктор Лобас         | 1.47,50 SB    |
| 5     | Даниил Беляев        | 1.48,11 PR SB |
| 6     | Михаил Казелин       | 1.48,40 PR SB |
| 7     | Егор Школин          | 1.48,52 SB    |
| 8     | Александр Подольский | 1.48,55 SB    |
| 9     | Михаил Козлов        | 1.48,59       |
| 10    | Егор Юнин            | 1.49,36       |
| 11    | Михаил Кокшаров      | 1.49,55       |
| 12    | Данила Бобырь        | 1.49,86 SB    |
| 13    | Кирилл Голубев       | 1.50,87 SB    |
| 14    | Алексей Суворов      | 1.50,94 SB    |
| 15    | Илья Смирнов         | 1.51,40 PR SB |
| 16    | Стефан Невмержицкий  | 1.51,44 PR SB |
| 17    | Иван Солодухин       | 1.51,89       |
| 18    | Тимур Захаров        | 1.53,43       |
| 19    | Надир Билялетдинов   | 1.53,73       |
| 20    | Денис Литвинов       | 2.04,04       |

| Место | Конькобежец          | Время         |
| ----- | -------------------- | ------------- |
| 1     | Александр Румянцев   | 6.20,46 SB    |
| 2     | Сергей Трофимов      | 6.23,25 PR SB |
| 3     | Данила Семериков     | 6.25,04 SB    |
| 4     | Руслан Захаров       | 6.28,60 SB    |
| 5     | Сергей Грязцов       | 6.32,28 SB    |
| 6     | Данил Синицин        | 6.32,52 SB    |
| 7     | Егор Юнин            | 6.35,15 PR SB |
| 8     | Валерий Конышев      | 6.36,82 SB    |
| 9     | Егор Школин          | 6.36,90 SB    |
| 10    | Евгений Серяев       | 6.39,27       |
| 11    | Александр Подольский | 6.41,86 SB    |
| 12    | Илья Иванов          | 6.44,78       |
| 13    | Даниил Беляев        | 6.49,15 PR SB |
| 14    | Денис Литвинов       | 6.54,14       |
| 15    | Сергей Трубецкой     | 6.55,03       |
| 16    | Владимир Дёмин       | 7.09,14       |

| Место | Конькобежец        | Время          |
| ----- | ------------------ | -------------- |
| 1     | Александр Румянцев | 13.15,68 SB    |
| 2     | Руслан Захаров     | 13.22,26 PR SB |
| 3     | Данила Семериков   | 13.23,86 SB    |
| 4     | Валерий Конышев    | 13.33,27 PR SB |
| 5     | Евгений Серяев     | 13.42,42 SB    |
| 6     | Данил Синицин      | 13.45,84 SB    |
| 7     | Илья Иванов        | 13.57,13 SB    |
| 8     | Евгений Курносов   | 14.36,47 SB    |

| Место | Конькобежцы                                          | Регион              | Время   |
| ----- | ---------------------------------------------------- | ------------------- | ------- |
| 1     | Сергей Грязцов Евгений Серяев Егор Юнин              | Москва              | 3.51,94 |
| 2     | Данила Семериков Кирилл Голубев Михаил Старостин     | Краснодарский край  | 3.52,98 |
| 3     | Даниил Беляев Егор Школин Денис Литвинов             | Санкт-Петербург     | 3.54,32 |
| 4     | Александр Подольский Стефан Невмержицкий Илья Иванов | Московская область  | 3.55,87 |
| 5     | Михаил Кокшаров Сергей Трубецкой Иван Солодухин      | Челябинская область | 4.02,47 |
| 6     | Алексей Суворов Сергей Суслов Андрей Горошников      | Кировская область   | 4.06,78 |

| Место | Конькобежцы                                            | Регион             | Время   |
| ----- | ------------------------------------------------------ | ------------------ | ------- |
| 1     | Руслан Рафиков Михаил Казелин Сергей Трофимов          | Московская область | 1.22,24 |
| 2     | Данила Бобырь Артём Золотарёв Руслан Захаров           | Санкт-Петербург    | 1.22,82 |
| 3     | Александр Разоренов Андрей Николаев Надир Билялетдинов | Москва             | 1.25,11 |
| 4     | Александр Самсонов Иван Кравцов Вадим Сонин            | Омская область     | 1.25,76 |

| Место | Конькобежец         | Очки 4 круга | Очки 8 кругов | Очки 12 кругов | Время     | Очки финиш | Сумма |
| ----- | ------------------- | ------------ | ------------- | -------------- | --------- | ---------- | ----- |
| 1     | Данила Семериков    |              |               |                | 7.44,20   | 60         | 60    |
| 2     | Руслан Захаров      |              |               |                | 7.44,34   | 40         | 40    |
| 3     | Тимур Захаров       |              |               |                | 7.44,50   | 20         | 20    |
| 4     | Дмитрий Емельянов   | 5            | 3             |                | 7.55,55   |            | 8     |
| 5     | Даниил Беляев       |              |               | 5              | 7.53,28   |            | 5     |
| 6     | Михаил Старостин    |              | 5             |                | 7.54,56   |            | 5     |
| 7     | Тимофей Худяков     | 3            | 1             |                | 8.14,26   |            | 4     |
| 8     | Сергей Трофимов     |              |               | 3              | 7.47,07   |            | 3     |
| 9     | Егор Школин         |              |               | 1              | 7.44,53   |            | 1     |
| 10    | Евгений Пилипенко   | 1            |               |                | 7.56,25   |            | 1     |
| 11    | Валерий Конышев     |              |               |                | 7.45,18   |            |       |
| 12    | Евгений Назаров     |              |               |                | 7.45,64   |            |       |
| 13    | Денис Литвинов      |              |               |                | 7.55,14   |            |       |
| 14    | Сергей Суслов       |              |               |                | 7.55,24   |            |       |
| 15    | Александр Разоренов |              |               |                | 7.55,55   |            |       |
| 16    | Иван Кравцов        |              |               |                | 7.55,67   |            |       |
| 17    | Илья Иванов         |              |               |                | 7.55,68   |            |       |
| 18    | Дмитрий Федотов     |              |               |                | 7.55,81   |            |       |
| 19    | Андрей Горошников   |              |               |                | 7.55,82   |            |       |
| 20    | Алексей Бугаев      |              |               |                | 7.58,52   |            |       |
| 21    | Сергей Трубецкой    |              |               |                | 8.15,03   |            |       |
| 22    | Надир Билялетдинов  |              |               |                | 12 кругов |            |       |
|       | Стефан Невмержицкий |              |               |                | DNS       |            |       |

| Место | Конькобежец        | Время       |
| ----- | ------------------ | ----------- |
| 1     | Дарья Качанова     | 38,23 SB    |
| 2     | Ангелина Голикова  | 38,26 SB    |
| 3     | Ольга Фаткулина    | 38,35 SB    |
| 4     | Анастасия Коркина  | 39,00 PR SB |
| 5     | Ирина Аршинова     | 39,25 SB    |
| 6     | Ирина Кузнецова    | 39,28 SB    |
| 7     | Кристина Силаева   | 39,55       |
| 8     | Надежда Асеева     | 39,59 SB    |
| 9     | Дарья Филиппова    | 40,40 SB    |
| 10    | Евгения Мурашова   | 40,49 SB    |
| 11    | Владлена Рогаткина | 40,78 SB    |
| 12    | Елена Самкова      | 41,06       |
| 13    | Милена Сырникова   | 41,34       |
| 14    | Анастасия Демидова | 41,64       |
| 15    | Ирина Михеева      | 41,80       |

| Место | Конькобежец        | Время         |
| ----- | ------------------ | ------------- |
| 1     | Дарья Качанова     | 1.17,09 SB    |
| 2     | Ангелина Голикова  | 1.17,21 SB    |
| 3     | Ольга Фаткулина    | 1.17,29 SB    |
| 4     | Елизавета Казелина | 1.17,88 SB    |
| 5     | Елена Еранина      | 1.18,86 PR SB |
| 6     | Ирина Кузнецова    | 1.18,99 SB    |
| 7     | Ирина Аршинова     | 1.19,17 SB    |
| 8     | Евгения Мурашова   | 1.19,38 SB    |
| 9     | Надежда Асеева     | 1.19,60       |
| 10    | Анастасия Коркина  | 1.19,76       |
| 11    | Вероника Суслова   | 1.20,50 SB    |
| 12    | Карина Ахметова    | 1.20,70 SB    |
| 13    | Анна Опытова       | 1.20,89 SB    |
| 14    | Елена Самкова      | 1.21,17 SB    |
| 15    | Дарья Филиппова    | 1.22,08       |
| 16    | Дарья Бескровных   | 1.22,26 PR SB |
| 17    | Владлена Рогаткина | 1.22,74       |
| 18    | Любовь Курылёва    | 1.23,27 SB    |
| 19    | Анастасия Демидова | 1.23,61       |

| Место | Конькобежец        | Время         |
| ----- | ------------------ | ------------- |
| 1     | Евгения Лаленкова  | 1.58,44 SB    |
| 2     | Наталья Воронина   | 1.58,95 SB    |
| 3     | Елизавета Казелина | 1.58,96 SB    |
| 4     | Ольга Граф         | 2.00,42 SB    |
| 5     | Елена Еранина      | 2.00,99       |
| 6     | Анна Опытова       | 2.02,33 SB    |
| 7     | Евгения Мурашёва   | 2.02,43 PR SB |
| 8     | Кристина Груманд   | 2.02,97 PR SB |
| 9     | Ирина Кузнецова    | 2.03,72       |
| 10    | Ангелина Голикова  | 2.03,96       |
| 11    | Вероника Суслова   | 2.04,05 SB    |
| 12    | Карина Ахметова    | 2.04,65 SB    |
| 13    | Дарья Бескровных   | 2.05,29 PR SB |
| 14    | Ульяна Кудленко    | 2.05,87 SB    |
| 15    | Анастасия Коркина  | 2.06,31       |
| 16    | Кристина Силаева   | 2.06,93       |
| 17    | Мария Ван          | 2.08,39       |
| 18    | Дарья Качанова     | 2.08,43       |
| 19    | Дарья Филиппова    | 2.09,87       |
|       | Елена Сохрякова    | DQ            |

| Место | Конькобежец         | Время         |
| ----- | ------------------- | ------------- |
| 1     | Наталья Воронина    | 4.05,57 SB    |
| 2     | Евгения Лаленкова   | 4.11,40 SB    |
| 3     | Елена Сохрякова     | 4.11,89 SB    |
| 4     | Елизавета Казелина  | 4.12,98 SB    |
| 5     | Ольга Граф          | 4.16,58 SB    |
| 6     | Елена Еранина       | 4.18,75       |
| 7     | Кристина Груманд    | 4.24,46 PR SB |
| 8     | Дарья Бескровных    | 4.25,79 PR SB |
| 9     | Карина Ахметова     | 4.27,40 SB    |
| 10    | Анастасия Зуева     | 4.28,43 SB    |
| 11    | Анастасия Здравкова | 4.29,14 SB    |
| 12    | Ульяна Кудленко     | 4.30,30 SB    |
| 13    | Мария Ван           | 4.31,53       |
| 14    | Полина Букина       | 4.37,38 SB    |
| 15    | Анастасия Антонова  | 4.37,44       |
| 16    | Маргарита Пушкарёва | 4.38,36       |

| Место | Конькобежец       | Время      |
| ----- | ----------------- | ---------- |
| 1     | Наталья Воронина  | 7.03,17 SB |
| 2     | Елена Сохрякова   | 7.13,07 SB |
| 3     | Евгения Лаленкова | 7.14,63 SB |
| 4     | Ольга Граф        | 7.19,59 SB |
| 5     | Анастасия Зуева   | 7.51,21 SB |

| Место | Конькобежцы                                          | Регион                | Время   |
| ----- | ---------------------------------------------------- | --------------------- | ------- |
| 1     | Ольга Граф Елена Еранина Анна Опытова                | Московская область    | 3.12,84 |
| 2     | Любовь Курылёва Дарья Бескровных Наталья Воронина    | Нижегородская область | 3.20,25 |
| 3     | Елена Самкова Анастасия Здравкова Анастасия Антонова | Челябинская область   | 3.22,42 |
| 4     | Мария Ван Кристина Груманд Полина Букина             | Республика Коми       | 3.23,76 |
|       | Ульяна Кудленко Ксения Гагарина Ирина Михеева        | Свердловская область  | DNS     |

| Место | Конькобежцы                                      | Регион                | Время   |
| ----- | ------------------------------------------------ | --------------------- | ------- |
| 1     | Елена Еранина Владлена Рогаткина Ирина Кузнецова | Московская область    | 1.30,56 |
| 2     | Елена Самкова Надежда Асеева Ольга Фаткулина     | Челябинская область   | 1.30,86 |
| 3     | Дарья Бескровных Любовь Курылёва Дарья Качанова  | Нижегородская область | 1.32,95 |

| Место | Конькобежец         | Очки 4 круга | Очки 8 кругов | Очки 12 кругов | Время   | Очки финиш | Сумма очков |
| ----- | ------------------- | ------------ | ------------- | -------------- | ------- | ---------- | ----------- |
| 1     | Елизавета Казелина  |              |               |                | 9.42,65 | 60         | 63          |
| 2     | Вероника Суслова    |              |               |                | 9.42,80 | 40         | 41          |
| 3     | Евгения Лаленкова   |              |               |                | 9.42,91 | 20         | 20          |
| 4     | Дарья Бескровных    | 5            | 3             | 5              | 9.48,50 |            | 13          |
| 5     | Полина Букина       |              | 5             |                | 9.49,82 |            | 5           |
| 6     | Нина Клименцова     | 3            |               | 1              | 9.55,86 |            | 4           |
| 7     | Елена Воронина      |              |               | 3              | 9.46,82 |            | 3           |
| 8     | Мария Ван           |              |               | 1              | 9.49,17 |            | 1           |
| 9     | Мария Лежнева       | 1            |               |                | 9.50,00 |            | 1           |
| 10    | Владлена Рогаткина  |              |               |                | 9.43,71 |            |             |
| 11    | Анастасия Зуева     |              |               |                | 9.44,75 |            |             |
| 12    | Юлия Серкина        |              |               |                | 9.44,83 |            |             |
| 13    | Надежда Фёдорова    |              |               |                | 9.49,81 |            |             |
| 14    | Ксения Ефграфова    |              |               |                | 9.57,07 |            |             |
| 15    | Маргарита Пушкарёва |              |               |                | WDR     |            |             |